# Копайгород
Копа́йгород (укр. Копайгород) — посёлок в Жмеринском районе Винницкой области Украины.

## История
Впервые упоминается в 1624 году.
В 1795—1923 годах — в составе Могилёвского уезда Подольской губернии.
В 1798 году был построен католический костёл.
В 1882 году здесь насчитывалось 157 домов и до 800 жителей.
По переписи 1897 года численность населения составляла 2950 человек.
Во время Великой Отечественной войны в 1941—1944 годов селение было оккупировано немецко-румынскими войсками (и включено в состав «Транснистрии»).
В январе 1989 года численность населения составляла 1927 человек.
На 1 января 2013 года численность населения составляла 1318 человек.

## География
Расположен при слиянии рек Немия и Малая Немия в 28 километрах от города Бар.

## Религия
В посёлке действует храм Рождества Пресвятой Богородицы Барского благочиния Винницкой и Барской епархии Украинской православной церкви.

## Достопримечательности
- Захоронение Малки бат Моше на старом кладбище — единственная на территории Украины могила женщины-цадика (координаты 48.85215, 27.79655).

Места памяти:
- Старое кладбище (см. выше).
- Новое кладбище, 5 братских могил (выезд в сторону г.Бар (координаты 48.86385, 27.79185).